# Państwowa Inspekcja Językowa
Państwowa Inspekcja Językowa (lit. Valstybinė kalbos inspekcija) – litewska instytucja państwowa, będąca nadzorcą i kontrolerem instytucji samorządowych, firm, mediów, organizacji i aktów prawnych pod kątem przestrzegania przepisów ustawy o języku państwowym. Państwowa Inspekcja Językowa jest instytucją podporządkowaną litewskiemu Ministerstwu Kultury, istnieje od 1990 roku.
W Polsce i wśród polskiej społeczności Litwy VKI jest krytykowana, jako instytucja odpowiadająca za kontrolę przestrzegania restrykcyjnego litewskiego prawa językowego. Litewskie przepisy o języku państwowym zabraniają używania w przestrzeni publicznej języka innego niż litewski, także na terenach zamieszkanych przez zwarte skupiska mniejszości narodowych. Jest to sprzeczne z przyjętą przez Litwę konwencją ramową Rady Europy o ochronie mniejszości narodowych, która przewiduje używanie dwujęzycznych napisów w skupiskach zwarcie zamieszkanych przez mniejszości narodowe.
VKI ma prawo nakładania mandatów karnych za nieprzestrzeganie przepisów językowych, w tym za używanie tablic dwujęzycznych, z litewskim jako jednym z użytych języków.